# لیبیکوسور

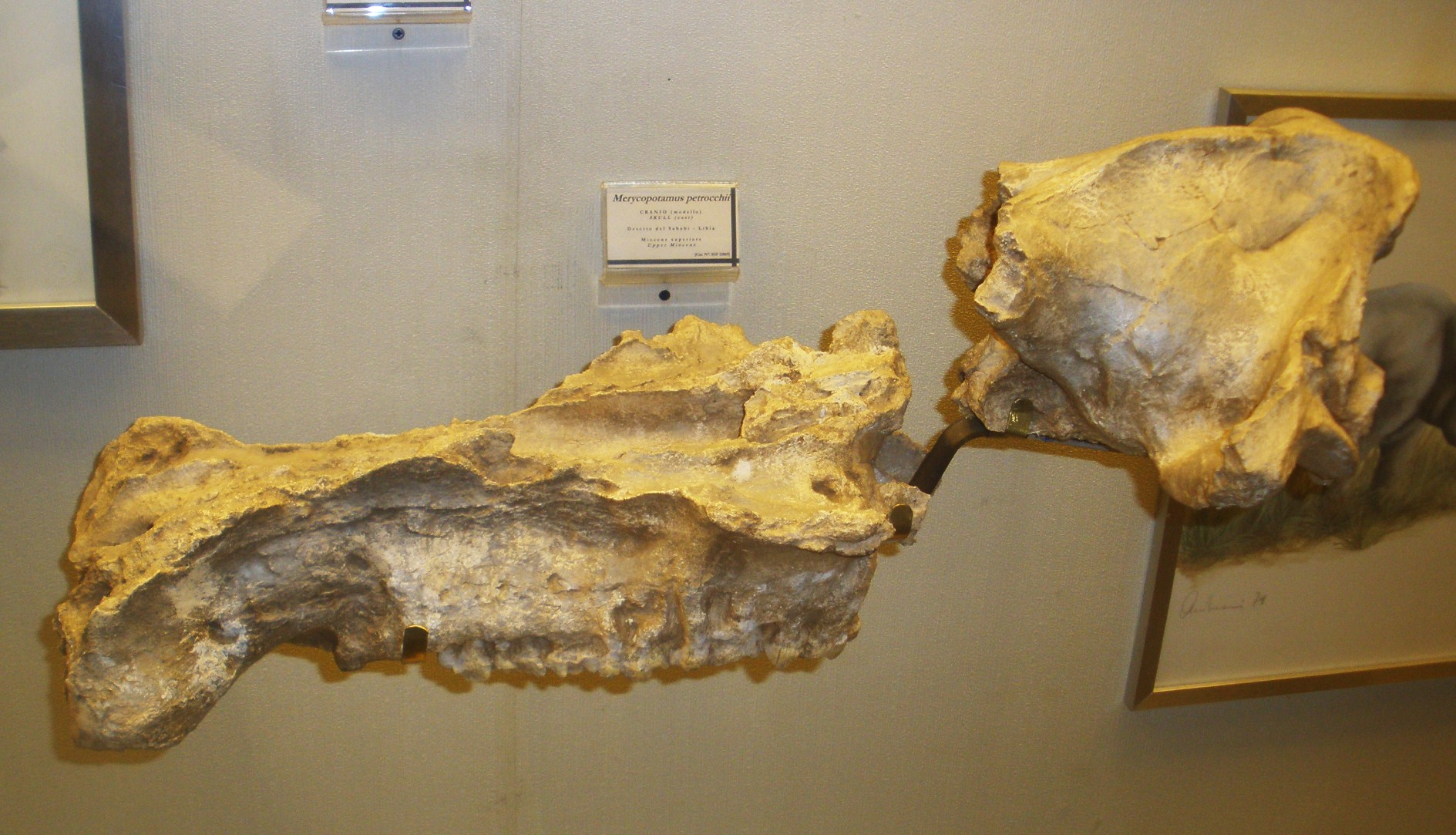
فسیل Libycosaurus petrocchii (قبلاً Merycopotamus petrocchii) یک پستاندار منقرض شده- عکس را در موزه دیرینه شناسی در Firenze گرفته است.

لیبیکوسور (نام علمی: Libycosaurus) نام یک سرده از تیره زغال‌ددان است.